# Francis Egerton, I conte di Ellesmere
Francis Leveson-Gower, I conte di Ellesmere (1º gennaio 1800 – 18 febbraio 1857), è stato un politico e viaggiatore inglese.

## Biografia
Era l'ultimogenito di George Leveson-Gower, I duca di Sutherland, e di sua moglie, Lady Elizabeth Sutherland, XIX contessa di Sutherland. Studiò a Eton e a Christ Church di Oxford.
Nell'ottobre 1803 suo padre divenne marchese di Stafford, avendo poco prima ereditato la considerevole ricchezza (ma non i titoli) di Francis Egerton, III duca di Bridgewater, il cui testamento prevedeva che le tenute di Bridgewater sarebbero passate a Francis, piuttosto che al fratello maggiore George.

## Carriera politica
Entrò in Parlamento nel 1822, come membro del pocket boroughs di Bletchingley, nel Surrey, carica che ricoprì fino al 1826. Poi fu un esponente per il Sutherland (1826-1831), e per il South Lancashire (1835-1846).
In politica era un moderato conservatore di opinioni indipendenti, come è stato dimostrato dal suo sostegno alla proposta relativa all'istituzione dell'Università di Londra. Venne nominato Lord del Tesoro nel 1827, ricoprì la carica di primo segretario per l'Irlanda dal 1828 fino al luglio 1830, quando è diventato segretario in guerra per un breve periodo.
Nel 1833 ha assunto, grazie a una licenza reale, il cognome Egerton, le cui proprietà erano detenute in trust e davano un reddito annuo stimato in £ 90.000. Nel 1846 venne nominato conte di Ellesmere e visconte Brackley.

## Scritti, viaggi e mecenatismo
A vent'anni stampò un volume di poesie che fu seguito, dopo un breve intervallo, dalla pubblicazione della traduzione di Faust di Goethe, uno dei primi che è apparso in Inghilterra, con alcune traduzioni di testi in tedesco e alcune poesie originali. Nel 1839 visitò il Mediterraneo e la Terra Santa. Le sue impressioni del viaggio sono stati registrati in Mediterranean Sketches (1843), e nelle note di una poesia intitolata The Pilgrimage. Ha pubblicato numerose altre opere in prosa e in versi. La sua fama letteraria gli ha assicurato la posizione di rettore dell'Università di Aberdeen nel 1841.
Era presidente della Royal Geographical Society e presidente della Royal Asiatic Society (1849-1852), ed era un amministratore della National Gallery. Egli ha anche avviato la raccolta della National Portrait Gallery, con la donazione del ritratto Chandos di Shakespeare.
L'Isola di Ellesmere, in Canada, fu così chiamata in suo onore.

## Matrimonio
Sposò, il 18 giugno 1822, Harriet Greville (?-17 aprile 1866), figlia di Charles Greville. Ebbero sette figli:
- George Egerton, II conte di Ellesmere (15 giugno 1823-19 settembre 1862);
- Lord Francis Egerton (15 settembre 1824-15 dicembre 1895), sposò Lady Louisa Caroline Devonshire, ebbero cinque figli;
- Lord Algernon Fulke Egerton (31 dicembre 1825-14 luglio 1891), sposò Alice Louisa Cavendish, ebbero nove figli;
- Lord Arthur Frederick Egerton (6 febbraio 1829-25 febbraio 1866), sposò Helen Smith, ebbero cinque figli;
- Lady Alice Harriot Frederica Egerton (10 ottobre 1830-22 dicembre 1928), sposò George Byng, III conte di Strafford, non ebbero figli;
- Lady Blanche Egerton (22 febbraio 1832-20 marzo 1894), sposò John Montagu, VII conte di Sandwich, non ebbero figli;
- Lord Granville Egerton (1834-27 gennaio 1851).

## Ascendenza
|                                                  |                                              |                                       | Genitori                                        |  |  | Nonni |  |  | Bisnonni                          |  |  | Trisnonni                          |  |
|                                                  |                                              |                                       |                                                 |  |  |       |  |  | John Leveson-Gower, I conte Gower |  |  | John Leveson-Gower, I barone Gower |  |
|                                                  |                                              |                                       |                                                 |  |  |       |  |  | John Leveson-Gower, I conte Gower |  |  | John Leveson-Gower, I barone Gower |  |
|                                                  |                                              | Catherine Manners                     |                                                 |  |  |       |  |  | John Leveson-Gower, I conte Gower |  |  |                                    |  |
| Granville Leveson-Gower, I marchese di Stafford  |                                              |                                       |                                                 |  |  |       |  |  | John Leveson-Gower, I conte Gower |  |  |                                    |  |
|                                                  |                                              | Evelyn Pierrepont                     | Evelyn Pierrepont, I duca di Kingston-upon-Hull |  |  |       |  |  |                                   |  |  |                                    |  |
|                                                  |                                              | Evelyn Pierrepont                     | Evelyn Pierrepont, I duca di Kingston-upon-Hull |  |  |       |  |  |                                   |  |  |                                    |  |
|                                                  |                                              | Evelyn Pierrepont                     | Mary Feilding                                   |  |  |       |  |  |                                   |  |  |                                    |  |
| George Leveson-Gower, I duca di Sutherland       |                                              | Evelyn Pierrepont                     |                                                 |  |  |       |  |  |                                   |  |  |                                    |  |
|                                                  |                                              | Scroop Egerton, I duca di Bridgewater | John Egerton, III conte di Bridgewater          |  |  |       |  |  |                                   |  |  |                                    |  |
|                                                  |                                              | Scroop Egerton, I duca di Bridgewater | John Egerton, III conte di Bridgewater          |  |  |       |  |  |                                   |  |  |                                    |  |
|                                                  |                                              | Scroop Egerton, I duca di Bridgewater | Jane Paulet                                     |  |  |       |  |  |                                   |  |  |                                    |  |
| Louisa Egerton                                   |                                              | Scroop Egerton, I duca di Bridgewater |                                                 |  |  |       |  |  |                                   |  |  |                                    |  |
|                                                  |                                              | Rachael Russell                       | Wriothesley Russell, II duca di Bedford         |  |  |       |  |  |                                   |  |  |                                    |  |
|                                                  |                                              | Rachael Russell                       | Wriothesley Russell, II duca di Bedford         |  |  |       |  |  |                                   |  |  |                                    |  |
|                                                  |                                              | Rachael Russell                       | Elizabeth Howland                               |  |  |       |  |  |                                   |  |  |                                    |  |
| Francis Egerton, I conte di Ellesmere            |                                              | Rachael Russell                       |                                                 |  |  |       |  |  |                                   |  |  |                                    |  |
|                                                  | William Sutherland, XVII conte di Sutherland | William Gordon, lord Strathnaver      |                                                 |  |  |       |  |  |                                   |  |  |                                    |  |
|                                                  | William Sutherland, XVII conte di Sutherland | William Gordon, lord Strathnaver      |                                                 |  |  |       |  |  |                                   |  |  |                                    |  |
|                                                  | William Sutherland, XVII conte di Sutherland | Catherine Morison                     |                                                 |  |  |       |  |  |                                   |  |  |                                    |  |
| William Sutherland, XVIII conte di Sutherland    | William Sutherland, XVII conte di Sutherland |                                       |                                                 |  |  |       |  |  |                                   |  |  |                                    |  |
|                                                  |                                              | Elizabeth Wemyss                      | David Wemyss, IV conte di Wemyss                |  |  |       |  |  |                                   |  |  |                                    |  |
|                                                  |                                              | Elizabeth Wemyss                      | David Wemyss, IV conte di Wemyss                |  |  |       |  |  |                                   |  |  |                                    |  |
|                                                  |                                              | Elizabeth Wemyss                      | Elizabeth St. Clair                             |  |  |       |  |  |                                   |  |  |                                    |  |
| Elizabeth Sutherland, XIX contessa di Sutherland |                                              | Elizabeth Wemyss                      |                                                 |  |  |       |  |  |                                   |  |  |                                    |  |
|                                                  |                                              | William Maxwell                       | …                                               |  |  |       |  |  |                                   |  |  |                                    |  |
|                                                  |                                              | William Maxwell                       | …                                               |  |  |       |  |  |                                   |  |  |                                    |  |
|                                                  |                                              | William Maxwell                       | …                                               |  |  |       |  |  |                                   |  |  |                                    |  |
| Mary Maxwell                                     |                                              | William Maxwell                       |                                                 |  |  |       |  |  |                                   |  |  |                                    |  |
|                                                  |                                              | Elizabeth Hairstanes                  | William Hairstanes                              |  |  |       |  |  |                                   |  |  |                                    |  |
|                                                  |                                              | Elizabeth Hairstanes                  | William Hairstanes                              |  |  |       |  |  |                                   |  |  |                                    |  |
|                                                  |                                              | Elizabeth Hairstanes                  | Mary Maxwell                                    |  |  |       |  |  |                                   |  |  |                                    |  |
|                                                  |                                              | Elizabeth Hairstanes                  |                                                 |  |  |       |  |  |                                   |  |  |                                    |  |